# Loi Le Chapelier
Ne pas confondre avec loi Le Chatelier, loi, presque homonyme, de la chimie.
La loi Le Chapelier, promulguée en France le 14 juin 1791, est une loi interdisant tout groupement professionnel, que ce soit de gens de métier, le « maître de guilde », ou de leur ouvrier et apprenti. Cette loi s'inscrit dans une volonté de s'affranchir des groupes de pression qu'étaient devenues les corporations et les guildes sous l'Ancien-Régime, mais se concentre sur les associations d'ouvriers, interdisant de fait les syndicats ou autres revendications collectives.
Cette loi fut précédée par le décret d'Allarde des 2 mars et 17 mars 1791 promulguant la liberté d'entreprise et supprimant expressément les corporations au nom de la liberté du travail, et de la libre concurrence.

## La loi

### Origines
La loi est désignée par le nom de l'avocat au parlement de Bretagne puis député patriote aux États généraux de 1789 Isaac Le Chapelier qui en est l'auteur et la présente à l'Assemblée nationale. Cette loi proscrit le régime général d'exercice collectif des métiers ouvriers (les corporations), avec toutes les réglementations sociales particulières, et par conséquent le régime de dérogation des manufactures privilégiées, et d'une façon générale tous les marchés paysans.
Dans son exposé des motifs introductifs devant l'Assemblée nationale, Le Chapelier décrit pour s'en alarmer un mouvement pré-syndical où, les ouvriers, coalisés en assemblées « qui se propagent dans le Royaume », cherchent à imposer des salaires minimum pour le prix de journée d'un ouvrier, et à créer des sociétés de secours, de la municipalité de Paris qui laisse se développer ces pratiques. Son discours ne laisse aucun doute sur la cible véritable de sa loi : l'associationnisme ouvrier. Ses justifications sont imprégnées du discours libéral. Rejetant les corps intermédiaires chers à Montesquieu, et dans l'esprit de la nuit du 4 août 1789, son discours affirme : « Il doit sans doute être permis à tous les citoyens de s'assembler ; mais il ne doit pas être permis aux citoyens de certaines professions de s'assembler pour leurs prétendus intérêts communs ; il n'y a plus de corporation dans l'État ; il n'y a plus que l'intérêt particulier de chaque individu, et l'intérêt général. Il n'est permis à personne d'inspirer aux citoyens un intérêt intermédiaire, de les séparer de la chose publique par un esprit de corporation.[…] Il faut donc remonter au principe que c'est aux conventions libres d'individu à individu à fixer la journée pour chaque ouvrier », . La loi s'inspire Du contrat social de Jean-Jacques Rousseau, dont Le Chapelier reprend des passages entiers dans son exposé.
Le débat qui suit est très bref. Sans contester le fond, l'avocat clermontois Jean-François Gaultier de Biauzat (alors de la gauche de l'Assemblée) tente d'abord, en vain, de reporter le vote au lendemain. Il s'inquiète que cette loi menace le droit des citoyens de se réunir et de s'associer. Puis il lance l'un des rares sujets qui semble intéresser cette assemblée : sur la nécessité ou non de condamner explicitement les « procureurs du Chatelet » qui cherchent, par les mêmes méthodes associatives, à maintenir leur monopole dans les enchères sur saisies, contre « les autres avoués n'ayant pas fait partie de leur corporation » !  
La loi suit de très près le décret d’Allarde des 2 mars et 17 mars 1791, à la fois dans ses objectifs et par sa proximité historique. Le décret de Pierre d'Allarde contribuera aussi à établir la liberté d'exercer une activité professionnelle en affirmant le principe suivant : « Il sera libre à toute personne de faire tel négoce ou d'exercer telle profession, art ou métier qu'elle trouve bon ». Mais la loi Le Chapelier prolonge le décret d'Allarde de façon répressive. Non seulement elle interdit à des assemblées de se fixer des objectifs en matière de négociation salariale ou de prix, mais encore elle interdit aux collectivités publiques d'en tenir compte et d'accepter leurs pétitions, ni même de traiter avec les auteurs de telles pétitions (à moins qu'ils ne s'en soient publiquement repentis), le tout sous peine de 1 000 livres d'amende et de trois mois de prison. Les « attroupements ouvriers qui auraient pour but de gêner la liberté que la constitution accorde au travail de l'industrie seront regardés comme attroupement séditieux. » (art. VIII)
La loi contribue, avec le décret du 18 août 1792, à la dissolution de l'Université et des facultés de médecine, au nom du libre exercice de la médecine, sans qu'il soit nécessaire d'avoir fait des études médicales ou d'avoir un diplôme, jusqu'à la création des écoles de santé de Paris, Montpellier et Strasbourg le 4 décembre 1794.
Dans le droit fil des principes de la physiocratie, cette loi vise à garantir la liberté d'entreprise et d'établissement, conçue sur les principes de la déclaration des droits de l'homme et du citoyen de 1789 comme le moyen d'assurer l’enrichissement de la nation et le progrès social,.

### Conséquences
Supprimant toutes les communautés d'exercice collectif des professions, la loi Le Chapelier eut pour effet de détruire les guildes, corporations et groupements d'intérêts particuliers (voir Courtier piqueur juré) détruisant du même coup les usages et coutumes de ces corps. Elle provoque, dès 1800 chez les ouvriers charpentiers, la formation de ligues privées de défense, appelées syndicats, et des grèves, qu'elle permet de réprimer pendant presque tout le XIXe siècle. Bien qu'ils soient également interdits, la loi ne parvient pas à empêcher la formation de véritables syndicats patronaux. De même, la loi ne peut empêcher l'organisation de sociétés de compagnonnage. Par ailleurs, les coopératives ouvrières, développées à partir de 1834, sont considérées, hormis une brève période sous la Deuxième République, en 1848, comme des coalitions jusqu'à la loi du 24 juillet 1867 sur les sociétés, qui leur reconnaît un statut légal, comportant un chapitre dit « des Sociétés à Personnel et Capital Variables ».
Le 12 avril 1803, la loi sur la réglementation du travail dans les manufactures et les ateliers renouvelle l’interdiction des coalitions ouvrières. De son côté, le délit de coalition est réaffirmé dans les articles 414 et 415 du Code pénal de 1810. Le 15 mars 1849, une nouvelle loi est votée contre les coalitions ouvrières et patronales.
Par contre, les chambres de commerce, également supprimées par la loi, sont rétablies par Bonaparte le 24 décembre 1802, mais plus comme des services d'information de l’État que comme des corps intermédiaires.

### Abrogation
La loi Le Chapelier est abrogée en deux temps le 25 mai 1864 par la loi Ollivier, qui abolit le délit de coalition, et le 21 mars 1884 par la loi Waldeck-Rousseau, qui légalise les syndicats.
Restée d'application après la création de la Belgique, elle y sera abrogée en 1867 ,.

## Opinions

### Karl Marx
Pour le philosophe Karl Marx, cette loi interdisant aux ouvriers de se regrouper est un véritable « coup d’État des bourgeois ». Selon une analyse de Steven Kaplan, dans La fin des coalitions, si cette approche est tentante, il faut plus y voir le reflet d'une « expression d'horreur, à la Rousseau, envers ces associations intermédiaires ou partielles, qui avaient tendance à s'arroger l'espace vital, et à contester la supériorité de la volonté générale. »

### Émile Durkheim
Pour le sociologue Émile Durkheim, cette loi est à l'origine de la destruction d'un lien social dans les sociétés modernes,.